# Willen
Willen är en ort i civil parish Campbell Park, i kommunen Milton Keynes, i grevskapet Buckinghamshire, i England. Willen var en civil parish fram till 1934 när blev den en del av Woolstone cum Willen. Civil parish hade 57 invånare år 1971.